# Jeżowy Wierch
Jeżowy Wierch, Jeżów Wierch (słow. Ježov vrch) – wybitny szczyt reglowy w słowackich Tatrach Zachodnich. Wznosi się na wysokość 1090 m n.p.m. w grzbiecie Jambory oddzielającym Dolinę Bobrowiecką (Bobrovecká dolina) na zachodzie od Doliny Juraniowej (Juráňova dolina) na wschodzie.
Od Umarłej Kopki (Umrlá, 1048 m) oddzielony jest głębokim wcięciem Umarłej Przełęczy (sedlo Umrlá, Umrlé sedlo, 983 m). Wierzchołkowe partie to wyrównany grzbiet o długości ok. 800 m, w którym wznosi się kilka garbów. Rozpoczyna go na południu najwyższa kulminacja masywu o wysokości 1090 m (według wcześniejszych pomiarów 1083 m), blisko zaś jego północnego końca wznosi się niewiele niższy (1086 m) wierzchołek z metalowym słupkiem triangulacyjnym. Na stronę Doliny Juraniowej opadają z Jeżowego Wierchu dolomitowe ściany skalne o wysokości dochodzącej do ok. 30 m. Cały masyw jest porośnięty mieszanym lasem z dominacją buka i świerka. W pobliżu skalnych urwisk można zobaczyć okazy sosny zwyczajnej. Strome stoki wschodnie leżą na terenie rezerwatu przyrody „Juráňova dolina” (obejmującego całą Dolinę Juraniową). Na Jeżowy Wierch nie prowadzą żadne szlaki turystyczne.